# Hermógenes (filósofo)
Hermógenes (en griego antiguo: Ἑρμογένης, romanizado: Hermogénēs) fue un filósofo griego del siglo V a. C., discípulo de Parménides y Sócrates. Según Diogenes Laercio fue uno de los maestros de Platónː pero esto no se menciona en ninguna otra fuente antigua, ni parece que fuera especialmente erudito o dotado para la filosofía, según Crátilo.

## Biografía

### Familia
Pertenecía a la familia aristocrática  del general ateniense Hipónico, del que era hijo ilegítimo. No heredó nada de su fortuna, que recibió su hermanastro Calias, y fue pobre durante toda su vida.

### Filósofo
Es el narrador de los últimos días de vida de su maestro. Jenofonte, su condiscípulo, se basó en su testimonio para escribir la Apología de Sócrates. Es el narrador de El banquete de Jenofonte. Es mencionado varias veces en las Memorables, donde Jenofonte lo presenta como un amigo íntimo y un servidor fiel, recomendado por Sócrates a sus amigos y digno de su total confianza. También lo saca a escena Platón en sus diálogos Cratilo  y Fedón.